# Lirica musicale

Un esempio di testo musicale in uno spartito. Si tratta di un arrangiamento omoritmico (qui stile inno) di un brano tradizionale, Adeste Fideles, in formato standard a due pentagrammi per voci miste.

Una lirica (o testo) musicale è un insieme di parole che compongono una canzone in una struttura che prevede l'alternarsi di versi e ritornello. Colui che lo scrive viene denominato paroliere. Se la lunghezza di questa composizione è notevole ed è destinata all'opera tuttavia, allora si parla di libretto e chi lo produce librettista. Il significato di un testo può essere esplicito o implicito: infatti alcuni sono astratti, quasi intellegibili, e, in casi come questo, la loro esplicazione implica la  forma, l'articolazione, la metrica e la simmetria dell'espressione. Oltre ai testi cantati, vi sono quelli rappati, ovvero declamati in forma quasi prosastica.

## Etimologia

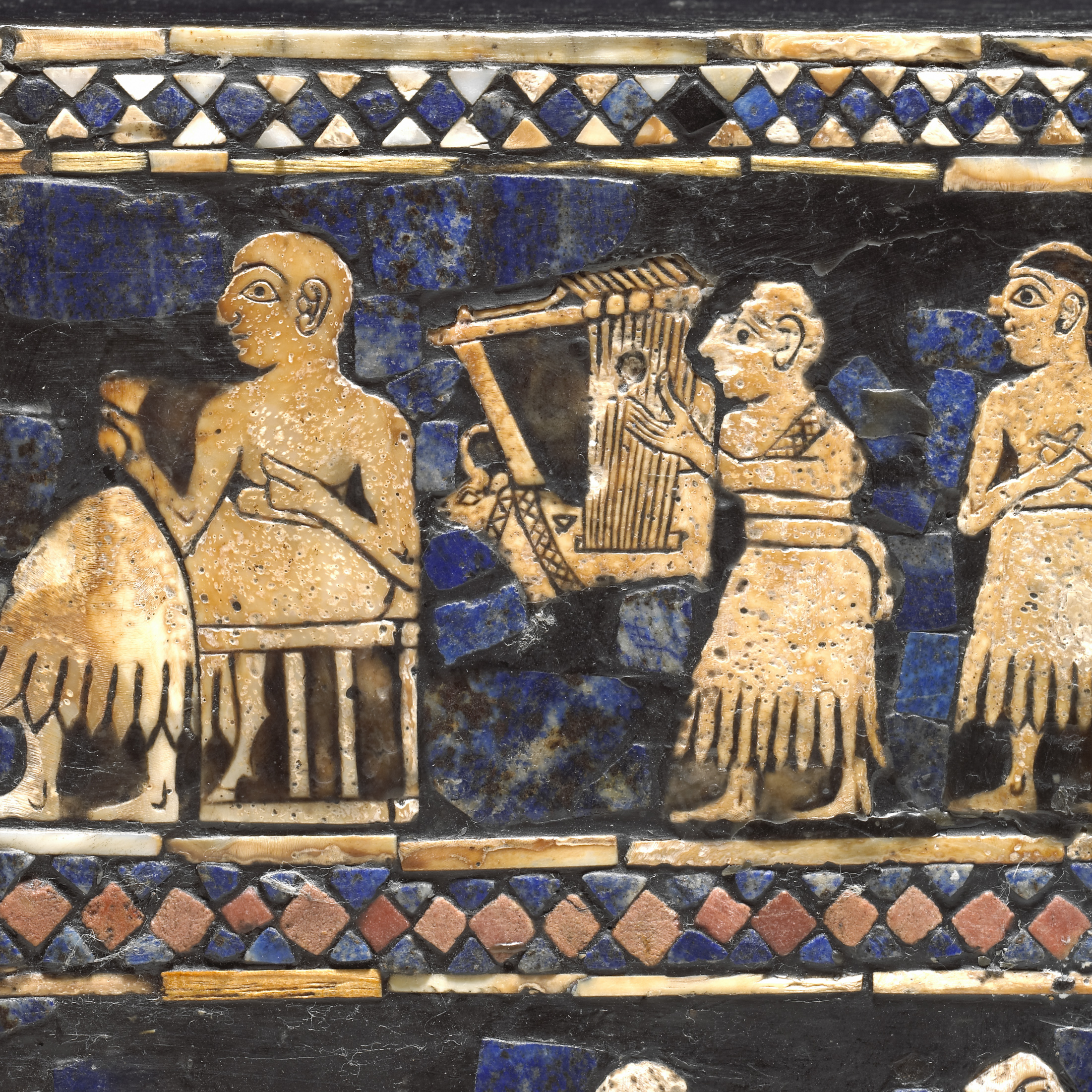
Un lirista sullo stendardo di Ur, circa 2500 a.c.

Il termine "lirica" deriva da quello latino "lyricus", a sua volta calco dal greco antico λυρικός (lyrikós), forma aggettivale di lira. In lingua inglese viene direttamente reso con "lyrics", parola apparsa per la prima volta intorno al XVI° secolo in una traduzione di Henry Howard, conte di Surrey di alcuni sonetti di Petrarca. La lirica greca era stata definita dal modo in cui veniva declamata, accompagnata da uno strumento a corde, quali lira o cetra, in opposizione agli stilemi epici o elegiaci accompagnati dall'aulos. La natura personale dei versi dei Nove poeti lirici portò successivamente alla formazione della "poesia lirica", sebbene il significato in greco (essenzialmente quello di "parole messe in musica") alla fine portò alla terminazione "lyrics", attestata nell'enciclopedia di Stainer e Barrett Dictionary of Musical Terms, del 1876. Stainer e Barrett la usarono come sostantivo singolare: «Lyric, poetry or blank verse intended to be set to music and sung». Dagli anni Trenta, si diffuse invece il termine, tuttora corrente, di plurale tantum "lyrics", diventato dai Cinquanta standard per molti scrittori. La forma singolare "lyric" è ancora usata per indicare le parole complete di una canzone da  autorità come Alec Wilder, Robert Gottlieb e Stephen Sondheim, sebbene ormai sia comunemente riferita ad un verso specifico del testo.

## Shifter
Nei testi di popular music, "shifter" è una parola, spesso un pronone, «in cui il riferimento varia a seconda di chi sta parlando, quando e dove», come "Io", "tu", "noi", "me". Ad esempio, a chi si riferisce il "tu" di Almeno tu nell'universo?

## Copyright e royalties
Attualmente, ci sono molti siti web con le liriche delle canzoni. Questa offerta, tuttavia, non è del tutto cristallina, dal momento che alcuni di questi pubblicano testi protetti da copyright senza il permesso del titolare. La Music Publishers' Association (MPA) degli Stati Uniti d'America, un deposito spartiti, ha lanciato una campagna legale contro tali siti nel dicembre 2005. La presidente, Lauren Keizer, ha dichiarato che tali pagine gratuite sono «completamente illegali» e ha preteso che alcuni degli amministratori venissero incarcerati.
Le licenze delle canzoni possono essere ottenute in tutto il mondo attraverso uno dei seguenti aggregatori: LyricFind e Musixmatch. La prima azienda a fornire testi con licenza è stata Yahoo!, seguita rapidamente da MetroLyrics, Lyrics.com, SongMeanings, LyricWiki e tantissimi altri. Tuttavia, persistono siti concorrenti che offrono ancora contenuti non autorizzati, causando lotte in termini di legalità e accuratezza. Nell'ultimo tentativo di reprimerli un tribunale federale ha ordinato a LiveUniverse, una rete di siti Web gestiti dal co-fondatore di MySpace Brad Greenspan, di far cessare le attività di quattro siti che offrono testi di canzoni senza licenza. 

## Studi accademici
Le liriche musicali possono essere studiate dal punto di vista accademico. Ad esempio, alcune di esse possono essere considerate una forma di critica alla società. I testi contengono infatti spesso temi politici, sociali ed economici, oltre che elementi estetici, e quindi possono comunicare messaggi culturalmente significativi, i quali possono essere espliciti o impliciti attraverso la metafora o il simbolismo. Inoltre possono anche essere analizzati rispetto al senso di unità (o mancanza di unità) che hanno con la musica che li accompagna, come alcune analisi basate sulla tonalità e contrasto. L'Oxford Professor of Poetry Christopher Ricks pubblicò il noto Dylan's Visions of Sin, un'analisi approfondita dei testi di Bob Dylan; Ricks dà l'avvertenza che l'aver studiato la poesia dei testi in tandem con la musica l'avrebbe resa una ricerca terribilmente complessa.

## Motori di ricerca

### Ricerche rischiose
In un report del 2009 di McAfee fu scritto che, in termini di esposizione a malware, le ricerche correlate ai testi contenenti la parola "free" sono le più rischiose e potrebbero, nei casi peggiori, contenere virus informatici.

### Google
Dal 2014, Google ha cambiato le pagine dei risultati di ricerca per includere i testi delle canzoni. Quando gli utenti infatti cercano il nome di un brano, possono ora visualizzare le liriche direttamente nella pagina dei risultati di ricerca. Quando gli utenti cercano i testi di una determinata canzone, la maggior parte dei risultati mostra i testi direttamente attraverso Google Play.